# Clara Ramas San Miguel
Clara Ramas San Miguel (Madrid, 1986) és una filòsofa, política i investigadora postdoctoral espanyola.
Nascuda el 1986 a Madrid. Doctora europea per la Universitat Complutense de Madrid (UCM), on ha estudiat l'obra de Karl Marx, es també investigadora postdoctoral a la UCM i a la Universitat Catòlica de València. Es descriu a si mateixa com «marxista heterodoxa, anti-liberal ortodoxa». Intel·lectual de referència de l'errejonisme, al març de 2019 es va presentar de dins de la llista d'Íñigo Errejón per a les primàries de Més Madrid de cara a les eleccions a l'Assemblea de Madrid de 2019. Col·labora al mitjà digital CTXT. Inclosa com a candidata al número 18 de la llista de Més Madrid per a les eleccions autonòmiques del 26 de maig, va ser escollida diputada.

## Obra publicada
- Ramas San Miguel, Clara. Fetiche y mistificación capitalistas: La crítica de la economía política de Marx.  Madrid: Siglo XXI, 2018.[7]
- Ramas San Miguel, Clara. El tiempo perdido (en castellà).  Arpa Editores, 05 2024. ISBN ISBN 978-84-19558-54-1.